# Rally di Svezia 2017

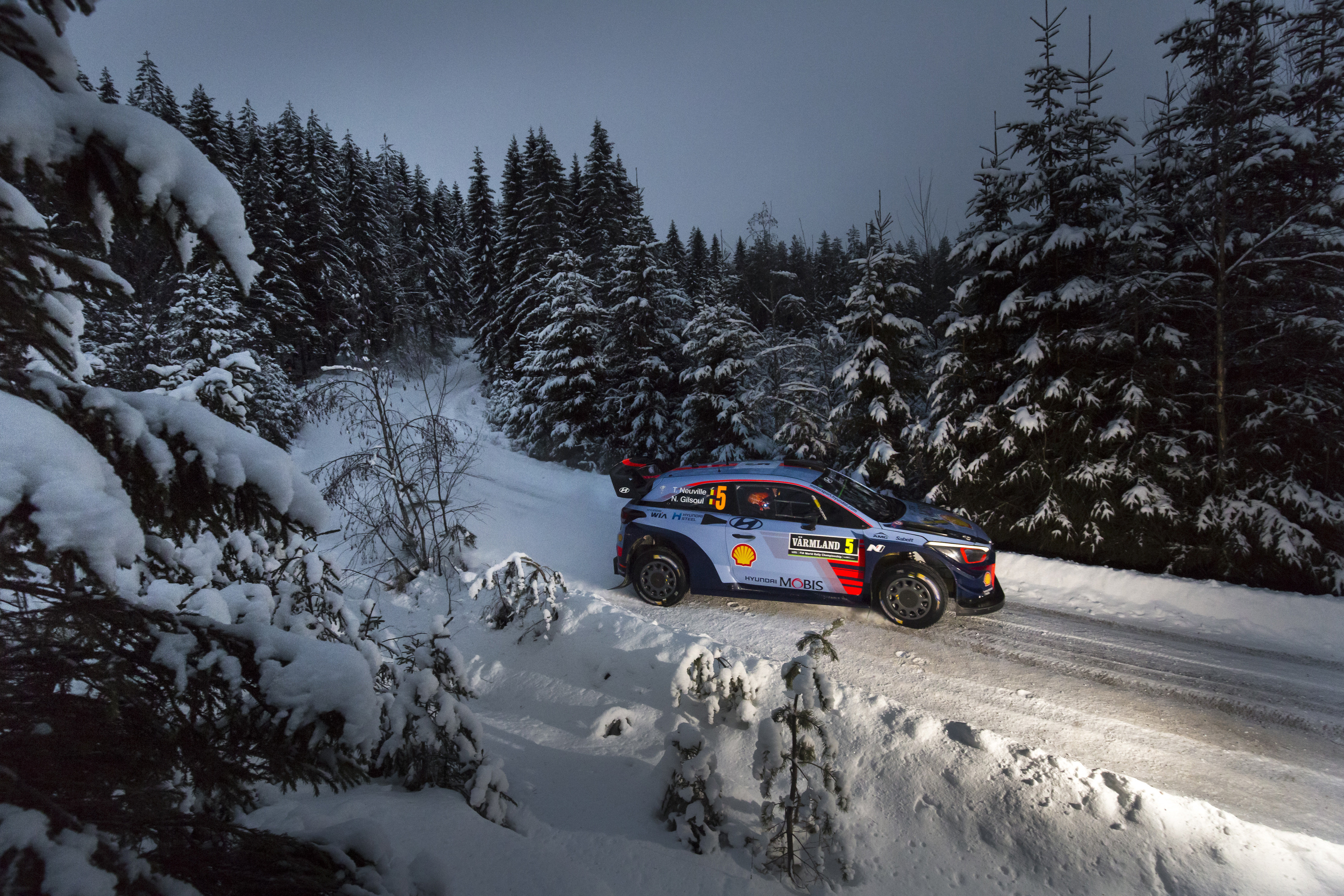
Thierry Neuville in gara

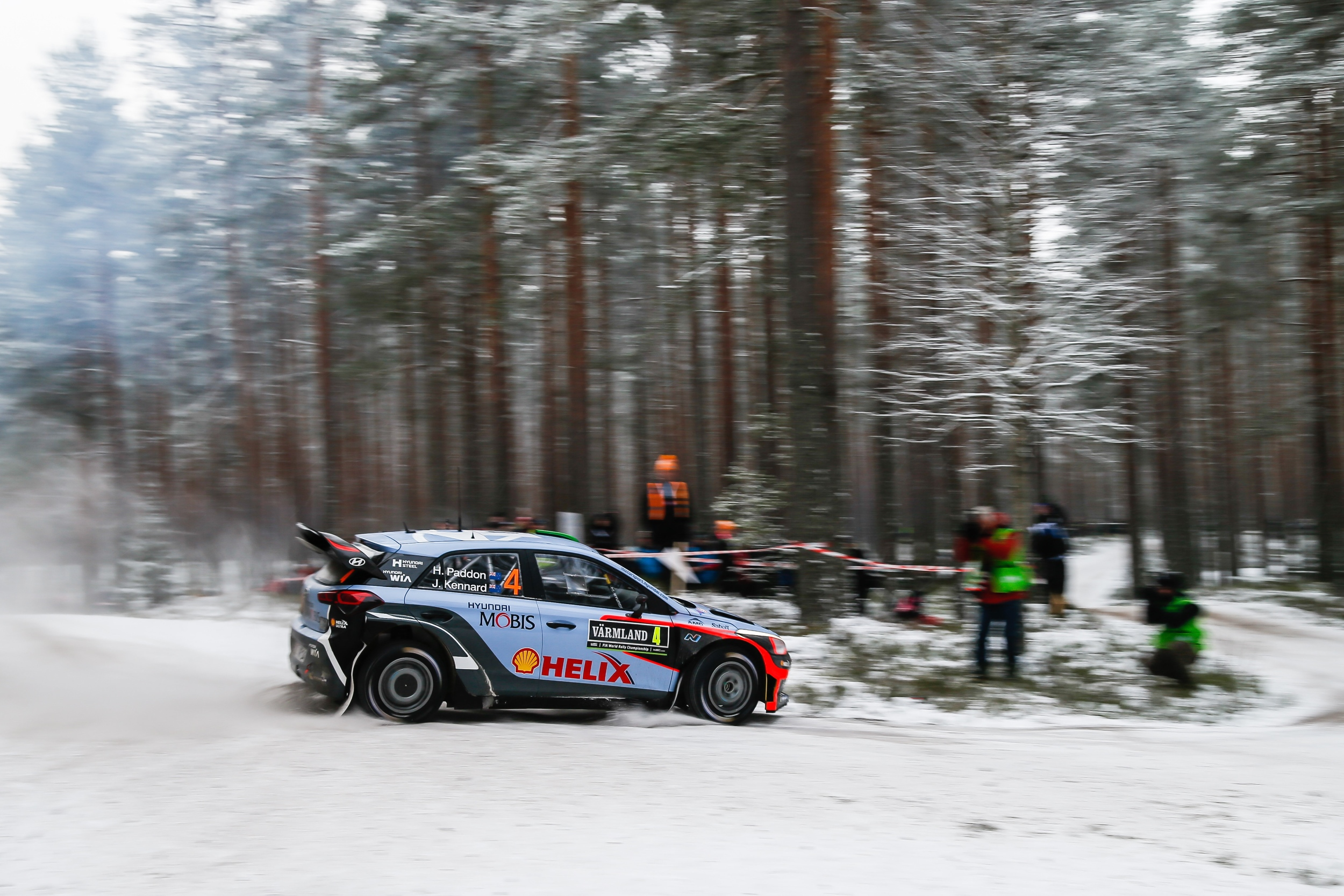
Hayden Paddon in azione

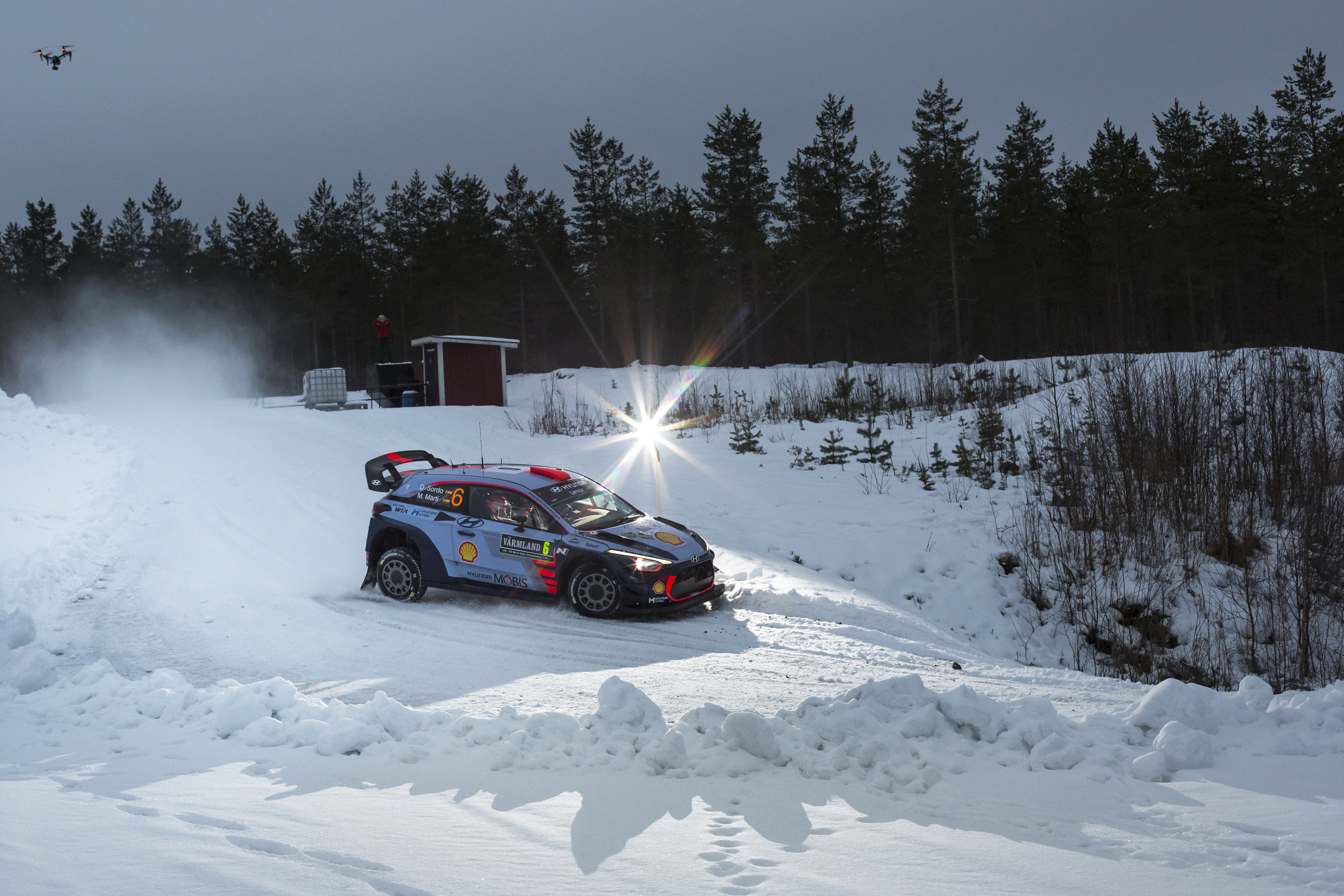
Dani Sordo in gara

Il Rally di Svezia 2017, ufficialmente denominato 65th Rally Sweden, è stata la seconda prova del campionato del mondo rally 2017 nonché la sessantacinquesima edizione del Rally di Svezia e la quarantunesima con valenza mondiale. La manifestazione si è svolta dal 9 al 12 febbraio sugli sterrati innevati che attraversano le foreste della contea di Värmland, in Svezia.
L'evento è stato vinto dal finlandese Jari-Matti Latvala, navigato dal connazionale Miikka Anttila, al volante di una Toyota Yaris WRC della squadra ufficiale Toyota Gazoo Racing WRT, davanti alla coppia estone formata da Ott Tänak e Martin Järveoja su Ford Fiesta WRC della squadra M-Sport World Rally Team e ai francesi Sébastien Ogier e Julien Ingrassia, sempre su Fiesta WRC della M-Sport.
Gli svedesi Pontus Tidemand e Jonas Andersson, su Škoda Fabia R5 della squadra Škoda Motorsport, hanno invece conquistato il successo nel campionato WRC-2, mentre nel WRC Trophy la vittoria è andata a Valeriy Gorban e Sergei Larens su Mini John Cooper Works WRC del team Eurolamp WRT, unici iscritti nella categoria.

## Dati della prova
| Denominazione ufficiale             | Rally Sweden                                                            |
| Edizione N°                         | 65                                                                      |
| Tappa N°                            | 2 di 13                                                                 |
| Data manifestazione                 | da giovedì 09/02/2017 a domenica 12/02/2017                             |
| Sede ospitante                      | Karlstad (contea di Värmland)                                           |
| Sede parco assistenza               | Torsby (contea di Värmland)                                             |
| Superficie                          | Neve                                                                    |
| Direttore di gara                   | Christina Lundqvist Viklund                                             |
| Iscritti                            | 46                                                                      |
| Partiti                             | 41                                                                      |
| Arrivati                            | 32 (78%)                                                                |
| Prove speciali previste             | 18                                                                      |
| Prove speciali disputate            | 17 (1 cancellata)                                                       |
| Prova più breve                     | 1,90 km (PS1 e PS15: SSS Karlstad)                                      |
| Prova più lunga                     | 31,60 km (PS9 e PS12: Knon)                                             |
| Prova più lenta                     | velocità media di 72,69 km/h (PS1: SSS Karlstad 1)                      |
| Prova più veloce                    | velocità media di 137,81 km/h (PS9: Knon 1)                             |
| Lunghezza prove speciali previste   | 331,74 km                                                               |
| Lunghezza prove speciali disputate  | 300,14 km (21,7% della distanza totale effettiva - cancellati 31,60 km) |
| Lunghezza complessiva trasferimenti | 1083,44 km                                                              |
| Distanza totale effettiva           | 1383,58 km                                                              |

## Itinerario
La manifestazione si disputò interamente nella Contea di Värmland, articolandosi in 18 prove speciali distribuite in quattro giorni, per un totale di 331,74 km, ed ebbe sede a Torsby, capoluogo dell'omonimo comune situato nei pressi del confine norvegese, anziché a Karlstad, storica sede del rally scandinavo; gli organizzatori decisero infatti di spostare verso Nord circa il 60% delle speciali per scongiurare il pericolo di non avere una sufficiente quantità di neve sulle strade.
Il rally ebbe inizio giovedì 9 febbraio con il mini-circuito di 1,90 km realizzato come di consueto presso Karlstad. La seconda frazione (disputatasi venerdì 10 febbraio) si articolava in due classiche sezioni di tre prove ciascuna, da svolgersi uno al mattino e uno al pomeriggio, nelle foreste a nord-est di Torsby, comprendente la speciale di Röjden (lungo il confine norvegese), Hof - Finnskog, all'interno della suggestiva foresta dei Finlandesi (in territorio comunale di Åsnes, Norvegia) e Svullrya, località presso Grue, sempre in Norvegia; al termine del giro gli equipaggi ritornarono a Torsby per correre l'ultima speciale di giornata. 

Durante la terza frazione (sabato 11 febbraio) si gareggiò sui classici e velocissimi percorsi situati all'interno del comune di Hagfors, a nord e a est di Torsby, nella sezione comprendente la prova di Knon, presso il confine nord con la Contea di Dalarna e in questa edizione la più lunga del rally con 31,60 km, Hagfors, nelle vicinanze dell'omonima cittadina e Vargåsen, situata proprio tra Torsby e Hagfors; al termine della giornata ci si spostò verso sud per correre nuovamente la speciale nel circuito di Karlstad.

Per la giornata finale di domenica 12 febbraio si disputarono le ultime tre prove del rally, di cui la prima, da ripetersi due volte, con partenza ad Ambjörby e arrivo a Likenäs mentre la manifestazione si concluse con la ripetizione dell'ultima speciale del venerdì presso Torsby, valevole anche come power stage.
| Frazione   | Data   | Prova  | Ora    | Nome                                 | Partenza                             | Arrivo                               | Lunghezza | Totale    |
| ---------- | ------ | ------ | ------ | ------------------------------------ | ------------------------------------ | ------------------------------------ | --------- | --------- |
| Frazione 1 | 9 feb  | PS1    | 20:08  | SSS Karlstad 1                       | Karlstad                             | Karlstad                             | 1,90 km   | 147,55 km |
| Frazione 1 | 10 feb |        | 06:50  | Assistenza – Torsby (15 min)         | Assistenza – Torsby (15 min)         | Assistenza – Torsby (15 min)         | –         | 147,55 km |
| Frazione 1 | 10 feb | PS2    | 07:59  | Röjden 1                             | Torsby                               | Torsby                               | 18,47 km  | 147,55 km |
| Frazione 1 | 10 feb | PS3    | 09:06  | Hof-Finnskog 1                       | Åsnes (Norvegia)                     | Åsnes (Norvegia)                     | 21,26 km  | 147,55 km |
| Frazione 1 | 10 feb | PS4    | 10:20  | Svullrya 1                           | Kongsvinger (Norvegia)               | Grue (Norvegia)                      | 24,88 km  | 147,55 km |
| Frazione 1 | 10 feb |        | 13:36  | Assistenza – Torsby (30 min)         | Assistenza – Torsby (30 min)         | Assistenza – Torsby (30 min)         | –         | 147,55 km |
| Frazione 1 | 10 feb | PS5    | 13:20  | Röjden 2                             | Torsby                               | Torsby                               | 18,47 km  | 147,55 km |
| Frazione 1 | 10 feb | PS6    | 14:27  | Hof-Finnskog 2                       | Åsnes (Norvegia)                     | Åsnes (Norvegia)                     | 21,26 km  | 147,55 km |
| Frazione 1 | 10 feb | PS7    | 15:51  | Svullrya 2                           | Kongsvinger (Norvegia)               | Grue (Norvegia)                      | 24,88 km  | 147,55 km |
| Frazione 1 | 10 feb | PS8    | 17:15  | Torsby 1                             | Torsby                               | Torsby                               | 16,43 km  | 147,55 km |
| Frazione 1 | 10 feb |        | 17:55  | Assistenza (flexi) – Torsby (45 min) | Assistenza (flexi) – Torsby (45 min) | Assistenza (flexi) – Torsby (45 min) | –         | 147,55 km |
|            |        |        |        |                                      |                                      |                                      |           |           |
| Frazione 2 | 11 feb |        | 06:54  | Assistenza – Torsby (15 min)         | Assistenza – Torsby (15 min)         | Assistenza – Torsby (15 min)         | –         | 125,38 km |
| Frazione 2 | 11 feb | PS9    | 08:08  | Knon 1                               | Hagfors                              | Hagfors                              | 31,60 km  | 125,38 km |
| Frazione 2 | 11 feb | PS10   | 09:17  | Hagfors 1                            | Hagfors                              | Hagfors                              | 15,87 km  | 125,38 km |
| Frazione 2 | 11 feb | PS11   | 10:08  | Vargåsen 1                           | Hagfors                              | Sunne                                | 14,27 km  | 125,38 km |
| Frazione 2 | 11 feb |        | 11:29  | Assistenza – Torsby (30 min)         | Assistenza – Torsby (30 min)         | Assistenza – Torsby (30 min)         | –         | 125,38 km |
| Frazione 2 | 11 feb | PS12   | 12:58  | Knon 2                               | Hagfors                              | Hagfors                              | 31,60 km  | 125,38 km |
| Frazione 2 | 11 feb | PS13   | 14:17  | Hagfors 2                            | Hagfors                              | Hagfors                              | 15,87 km  | 125,38 km |
| Frazione 2 | 11 feb | PS14   | 15:08  | Vargåsen 2                           | Hagfors                              | Sunne                                | 14,27 km  | 125,38 km |
| Frazione 2 | 11 feb | PS15   | 17:45  | SSS Karlstad 2                       | Karlstad                             | Karlstad                             | 1,90 km   | 125,38 km |
| Frazione 2 | 11 feb |        | 19:41  | Assistenza (flexi) – Torsby (45 min) | Assistenza (flexi) – Torsby (45 min) | Assistenza (flexi) – Torsby (45 min) | –         | 125,38 km |
|            |        |        |        |                                      |                                      |                                      |           |           |
| Frazione 3 | 12 feb |        | 06:35  | Assistenza – Torsby (15 min)         | Assistenza – Torsby (15 min)         | Assistenza – Torsby (15 min)         | –         | 58,81 km  |
| Frazione 3 | 12 feb | PS16   | 07:55  | Likenäs 1                            | Torsby                               | Torsby                               | 21,19 km  | 58,81 km  |
| Frazione 3 | 12 feb | PS17   | 09:58  | Likenäs 2                            | Torsby                               | Torsby                               | 21,19 km  | 58,81 km  |
| Frazione 3 | 12 feb | PS18   | 12:18  | Torsby 2                             | Torsby                               | Torsby                               | 16,43 km  | 58,81 km  |
| Totale     | Totale | Totale | Totale | Totale                               | Totale                               | Totale                               | Totale    | 331,74 km |

## Resoconto
I vincitori Jari-Matti Latvala e Miikka Anttila, con il loro quarto successo in carriera nel rally scandinavo, riportarono la Toyota al vertice di un rally mondiale a quasi 18 anni dall'ultimo trionfo di Didier Auriol e Denis Giraudet su Corolla WRC, avvenuto il 19 settembre 1999 al Rally di Cina, quartultima gara di quella stagione. La coppia finlandese iniziò la giornata finale con circa 4 secondi di vantaggio sugli estoni Ott Tänak e Martin Järveoja su Ford Fiesta WRC della squadra britannica M-Sport, i quali conclusero poi il rally a poco meno di 30 secondi dai vincitori ma riuscendo a sopravanzare i compagni di squadra, nonché campioni del mondo in carica, Sébastien Ogier e Julien Ingrassia, protagonisti di un testacoda proprio nella tappa inaugurale dell'ultima giornata, e giunti quindi terzi al traguardo a poco meno di un minuto dai vincitori. Latvala e Anttila conquistarono inoltre la leadership nelle classifiche piloti e co-piloti proprio a danno dei campioni francesi, che stazionarono stabilmente al vertice delle graduatorie dal febbraio 2014, quando proprio in Svezia fu sempre Latvala (allora su Fiesta RS WRC del team M-Sport) a strappare la testa del campionato a Ogier, che la riconquistò poi nella gara successiva in Messico e si mantenne al vertice da allora sino a questo appuntamento. Tänak e Järveoja confermarono invece la terza posizione in classifica generale dopo due gare. Quarti sono giunti gli spagnoli Dani Sordo e Marc Martí (Hyundai Motorsport) e quinti Craig Breen e Scott Martin, alfieri Citroën, sulla C3 WRC, entrambi gli equipaggi confermando il risultato ottenuto a Montecarlo.

Come accaduto al Rally di Monte Carlo, disputatosi tre settimane prima, l'equipaggio belga Neuville/Gilsoul fu protagonista della corsa sino alla PS15, ultima prova del sabato tenutasi nel circuito di Karlstad, quando danneggiò lo sterzo della sua Hyundai i20 Coupe WRC urtando un delimitatore del tracciato e fu costretto ad abbandonare la testa della classifica, terminando poi il rally fuori dai punti in 13ª posizione. Anche Kris Meeke e Paul Nagle, primo equipaggio Citroën, ebbero dei problemi lungo il weekend, finendo fuori strada nella penultima speciale del sabato e perdendo così 8 minuti per rimettere l'auto in strada, giungendo al traguardo finale della domenica proprio davanti a Neuville in dodicesima posizione.
È stata cancellata la PS12 (Knon 2) per motivi di sicurezza a causa dell'elevata velocità di percorrenza della stessa speciale nel passaggio del mattino (oltre 137 km/h di media).

## Risultati

### Classifica
| Pos.       | Nº       | Pilota              | Co-pilota           | Auto                       | Squadra                     | Classe      | Tempo     | Distacco | Punti    |     |
| Generale   | Generale | Generale            | Generale            | Generale                   | Generale                    | Generale    | Generale  | Generale | Generale |     |
| ---------- | -------- | ------------------- | ------------------- | -------------------------- | --------------------------- | ----------- | --------- | -------- | -------- | --- |
| 1.         | 10       | Jari-Matti Latvala  | Miikka Anttila      | Toyota Yaris WRC           | Toyota Gazoo Racing WRT     | WRC         | 2h36'03"6 | –        | 30       |     |
| 2.         | 2        | Ott Tänak           | Martin Järveoja     | Ford Fiesta WRC            | M-Sport World Rally Team    | WRC         | 2h36'32"8 | +29"2    | 18       |     |
| 3.         | 1        | Sébastien Ogier     | Julien Ingrassia    | Ford Fiesta WRC            | M-Sport World Rally Team    | WRC         | 2h37'03"1 | +59"5    | 19       |     |
| 4.         | 6        | Dani Sordo          | Marc Martí          | Hyundai i20 Coupe WRC      | Hyundai Motorsport          | WRC         | 2h38'15"1 | +2'11"5  | 12       |     |
| 5.         | 8        | Craig Breen         | Scott Martin        | Citroën C3 WRC             | Citroën Total Abu Dhabi WRT | WRC         | 2h38'54"8 | +2'51"2  | 10       |     |
| 6.         | 3        | Elfyn Evans         | Daniel Barritt      | Ford Fiesta WRC            | M-Sport World Rally Team    | WRC         | 2h41'30"2 | +5'26"6  | 8        |     |
| 7.         | 4        | Hayden Paddon       | John Kennard        | Hyundai i20 Coupe WRC      | Hyundai Motorsport          | WRC         | 2h41'34"8 | +5'31"2  | 7        |     |
| 8.         | 15       | Stéphane Lefebvre   | Gabin Moreau        | Citroën DS3 WRC            | Citroën Total Abu Dhabi WRT | WRC         | 2h43'18"3 | +7'14"7  | 4        |     |
| 9.         | 32       | Pontus Tidemand     | Jonas Andersson     | Škoda Fabia R5             | Škoda Motorsport            | RC2 / WRC-2 | 2h45'14"7 | +9'11"1  | 2        |     |
| 10.        | 31       | Teemu Suninen       | Mikko Markkula      | Ford Fiesta R5             | M-Sport World Rally Team    | RC2 / WRC-2 | 2h46'06"5 | +10'02"9 | 1        |     |
| ...        | ...      | ...                 | ...                 | ...                        | ...                         | ...         | ...       | ...      | ...      | ... |
| 12.        | 7        | Kris Meeke          | Paul Nagle          | Citroën C3 WRC             | Citroën Total Abu Dhabi WRT | WRC         | 2h46'32"3 | +10'28"7 | 2        |     |
| 13.        | 5        | Thierry Neuville    | Nicolas Gilsoul     | Hyundai i20 Coupe WRC      | Hyundai Motorsport          | WRC         | 2h47'35"1 | +11'31"5 | 3        |     |
| WRC-Trophy |          |                     |                     |                            |                             |             |           |          |          |     |
| 1. (20.)   | 16       | Valeriy Gorban      | Sergei Larens       | Mini John Cooper Works WRC | Eurolamp WRT                | WRC-T       | 2h53'14"1 | –        | 25       |     |
| WRC-2      |          |                     |                     |                            |                             |             |           |          |          |     |
| 1. (9.)    | 32       | Pontus Tidemand     | Jonas Andersson     | Škoda Fabia R5             | Škoda Motorsport            | RC2 / WRC-2 | 2h45'14"7 | –        | 25       |     |
| 2. (9.)    | 31       | Teemu Suninen       | Mikko Markkula      | Ford Fiesta R5             | M-Sport World Rally Team    | RC2 / WRC-2 | 2h46'06"5 | +51"8    | 18       |     |
| 3. (10.)   | 34       | Ole Christian Veiby | Stig Rune Skjærmoen | Škoda Fabia R5             | Printsport                  | RC2 / WRC-2 | 2h46'22"1 | +1'07"4  | 15       |     |
| 4. (14.)   | 40       | Eric Camilli        | Benjamin Veillas    | Ford Fiesta R5             | M-Sport World Rally Team    | RC2 / WRC-2 | 2h48'27"1 | +3'12"4  | 12       |     |
| 5. (16.)   | 45       | Fergus Greensmith   | Craig Parry         | Ford Fiesta R5             | -                           | RC2 / WRC-2 | 2h50'25"5 | +5'10"8  | 10       |     |
| 6. (17.)   | 39       | Emil Bergkvist      | Joakim Sjöberg      | Citroën DS3 R5             | -                           | RC2 / WRC-2 | 2h51'20"5 | +6'05"8  | 8        |     |
| 7. (19.)   | 44       | Hiroki Arai         | Glenn MacNeall      | Ford Fiesta R5             | Tommi Mäkinen Racing        | RC2 / WRC-2 | 2h52'01"6 | +6'46"9  | 6        |     |
| 8. (21.)   | 36       | Eyvind Brynildsen   | Anders Fredriksson  | Ford Fiesta R5             | Adapta Motorsport           | RC2 / WRC-2 | 2h58'19"4 | +13'04"7 | 4        |     |
| 9. (22.)   | 43       | Takamoto Katsuta    | Marko Salminen      | Ford Fiesta R5             | Tommi Mäkinen Racing        | RC2 / WRC-2 | 2h58'42"1 | +13'27"4 | 2        |     |
| 10. (24.)  | 38       | Jarosław Kołtun     | Ireneusz Pleskot    | Ford Fiesta R5             | C-Rally                     | RC2 / WRC-2 | 3h06'32"8 | +21'18"1 | 1        |     |

| Principali ritiri | Principali ritiri | Principali ritiri | Principali ritiri | Principali ritiri  | Principali ritiri | Principali ritiri | Principali ritiri | Principali ritiri |
| PS                | Nº                | Pilota            | Co-pilota         | Auto               | Squadra           | Classe            | Causa             | Pos.              |
| ----------------- | ----------------- | ----------------- | ----------------- | ------------------ | ----------------- | ----------------- | ----------------- | ----------------- |
| PS 14             | 37                | Lorenzo Bertelli  | Simone Scattolin  | Ford Fiesta RS WRC | FWRT s.r.l.       | WRC               | Motore            | 33º               |

Legenda
| Icona | Classe                                                                               |
| ----- | ------------------------------------------------------------------------------------ |
| WRC   | Equipaggio di classe WRC che può conquistare punti per il campionato costruttori     |
| WRC   | Equipaggio di classe WRC che non può conquistare punti per il campionato costruttori |
| WRC-T | Equipaggio di classe WRC (ante 2017) registrato al campionato WRC Trophy             |
| WRC-2 | Equipaggio registrato al campionato WRC-2                                            |
| WRC-3 | Equipaggio registrato al campionato WRC-3                                            |
| JWRC  | Equipaggio registrato al campionato Junior WRC                                       |
|       | Ulteriori classificazioni                                                            |

### Prove speciali
| Frazione   | Data   | Prova | Ora   | Nome                   | Lunghezza | Vincitori                         | Tempo            | Leader del rally                  |
| ---------- | ------ | ----- | ----- | ---------------------- | --------- | --------------------------------- | ---------------- | --------------------------------- |
| Frazione 1 | 9 feb  | PS1   | 20:08 | SSS Karlstad 1         | 1,90 km   | Jari-Matti Latvala Miikka Anttila | 1'34"1           | Jari-Matti Latvala Miikka Anttila |
| Frazione 1 | 10 feb | PS2   | 07:59 | Röjden 1               | 18,47 km  | Thierry Neuville Nicolas Gilsoul  | 9'37"3           | Thierry Neuville Nicolas Gilsoul  |
| Frazione 1 | 10 feb | PS3   | 09:06 | Hof-Finnskog 1         | 21,26 km  | Thierry Neuville Nicolas Gilsoul  | 10'10"3          | Thierry Neuville Nicolas Gilsoul  |
| Frazione 1 | 10 feb | PS4   | 10:20 | Svullrya 1             | 24,88 km  | Jari-Matti Latvala Miikka Anttila | 12'52"3          | Jari-Matti Latvala Miikka Anttila |
| Frazione 1 | 10 feb | PS5   | 13:20 | Röjden 2               | 18,47 km  | Thierry Neuville Nicolas Gilsoul  | 9'25"7           | Thierry Neuville Nicolas Gilsoul  |
| Frazione 1 | 10 feb | PS6   | 14:27 | Hof-Finnskog 2         | 21,26 km  | Thierry Neuville Nicolas Gilsoul  | 10'06"4          | Thierry Neuville Nicolas Gilsoul  |
| Frazione 1 | 10 feb | PS7   | 15:51 | Svullrya 2             | 24,88 km  | Thierry Neuville Nicolas Gilsoul  | 13'04"0          | Thierry Neuville Nicolas Gilsoul  |
| Frazione 1 | 10 feb | PS8   | 17:15 | Torsby 1               | 16,43 km  | Ott Tänak Martin Järveoja         | 9'24"8           | Thierry Neuville Nicolas Gilsoul  |
|            |        |       |       |                        |           |                                   |                  | Thierry Neuville Nicolas Gilsoul  |
| Frazione 2 | 11 Feb | PS9   | 08:08 | Knon 1                 | 31,60 km  | Ott Tänak Martin Järveoja         | 13'45"5          | Thierry Neuville Nicolas Gilsoul  |
| Frazione 2 | 11 Feb | PS10  | 09:17 | Hagfors 1              | 15,87 km  | Ott Tänak Martin Järveoja         | 8'03"0           | Thierry Neuville Nicolas Gilsoul  |
| Frazione 2 | 11 Feb | PS11  | 10:08 | Vargåsen 1             | 14,27 km  | Ott Tänak Martin Järveoja         | 8'20"7           | Thierry Neuville Nicolas Gilsoul  |
| Frazione 2 | 11 Feb | PS12  | 12:58 | Knon 2                 | 31,60 km  | prova cancellata                  | prova cancellata | Thierry Neuville Nicolas Gilsoul  |
| Frazione 2 | 11 Feb | PS13  | 14:17 | Hagfors 2              | 15,87 km  | Jari-Matti Latvala Miikka Anttila | 7'50"9           | Thierry Neuville Nicolas Gilsoul  |
| Frazione 2 | 11 Feb | PS14  | 15:08 | Vargåsen 2             | 14,27 km  | Thierry Neuville Nicolas Gilsoul  | 8'07"5           | Thierry Neuville Nicolas Gilsoul  |
| Frazione 2 | 11 Feb | PS15  | 17:45 | SSS Karlstad 2         | 1,90 km   | Dani Sordo Marc Martí             | 1'33"9           | Jari-Matti Latvala Miikka Anttila |
|            |        |       |       |                        |           |                                   |                  | Jari-Matti Latvala Miikka Anttila |
| Frazione 3 | 12 feb | PS16  | 07:55 | Likenäs 1              | 21,19 km  | Jari-Matti Latvala Miikka Anttila | 11'06"9          | Jari-Matti Latvala Miikka Anttila |
| Frazione 3 | 12 feb | PS17  | 09:58 | Likenäs 2              | 21,19 km  | Jari-Matti Latvala Miikka Anttila | 11'06"3          | Jari-Matti Latvala Miikka Anttila |
| Frazione 3 | 12 feb | PS18  | 12:18 | Torsby 2 (power stage) | 16,43 km  | Jari-Matti Latvala Miikka Anttila | 8'51"1           | Jari-Matti Latvala Miikka Anttila |

### Power stage
PS18: Torsby 2 di 16.43 km, disputatasi domenica 12 febbraio 2017 alle ore 12:18 (UTC+1).
| Pos. | No. | Pilota             | Co-pilota        | Auto                  | Classe | Tempo  | Distacco | Punti |
| ---- | --- | ------------------ | ---------------- | --------------------- | ------ | ------ | -------- | ----- |
| 1    | 10  | Jari-Matti Latvala | Miikka Anttila   | Toyota Yaris WRC      | WRC    | 8'51"1 | –        | 5     |
| 2    | 1   | Sébastien Ogier    | Julien Ingrassia | Ford Fiesta WRC       | WRC    | 8'52"3 | +1"2     | 4     |
| 3    | 5   | Thierry Neuville   | Nicolas Gilsoul  | Hyundai i20 Coupe WRC | WRC    | 8'52"6 | +1"5     | 3     |
| 4    | 7   | Kris Meeke         | Paul Nagle       | Citroën C3 WRC        | WRC    | 8'54"1 | +3"0     | 2     |
| 5    | 4   | Hayden Paddon      | John Kennard     | Hyundai i20 Coupe WRC | WRC    | 8'58"8 | +7"7     | 1     |

## Classifiche mondiali
Classifica piloti
| Pos. | Pos. | Pilota             | Punti |
| ---- | ---- | ------------------ | ----- |
| 1    | 1    | Jari-Matti Latvala | 48    |
| 2    | 1    | Sébastien Ogier    | 44    |
| 3    |      | Ott Tänak          | 33    |
| 4    |      | Dani Sordo         | 25    |
| 5    |      | Craig Breen        | 20    |
| 6    |      | Elfyn Evans        | 18    |
| 7    | 1    | Stéphane Lefebvre  | 10    |
| 8    | 1    | Thierry Neuville   | 8     |
| 9    | N    | Hayden Paddon      | 7     |
| 10   | 3    | Andreas Mikkelsen  | 6     |
| 11   | 1    | Jan Kopecký        | 4     |
| 12   | 1    | Juho Hänninen      | 4     |
| 13   | N    | Pontus Tidemand    | 2     |
| 14   | N    | Kris Meeke         | 2     |
| 15   | 3    | Bryan Bouffier     | 1     |
| 15   | N    | Teemu Suninen      | 1     |

Classifica co-piloti
| Pos. | Pos. | Co-pilota        | Punti |
| ---- | ---- | ---------------- | ----- |
| 1    | 1    | Miikka Anttila   | 48    |
| 2    | 1    | Julien Ingrassia | 44    |
| 3    |      | Martin Järveoja  | 33    |
| 4    |      | Marc Martí       | 25    |
| 5    |      | Scott Martin     | 20    |
| 6    |      | Daniel Barritt   | 18    |
| 7    | 1    | Gabin Moreau     | 10    |
| 8    | 1    | Nicolas Gilsoul  | 8     |
| 9    | N    | John Kennard     | 7     |
| 10   | 3    | Anders Jæger     | 6     |
| 11   | 1    | Pavel Dresler    | 4     |
| 12   | 1    | Kaj Lindström    | 4     |
| 13   | N    | Jonas Andersson  | 2     |
| 14   | N    | Paul Nagle       | 2     |
| 15   | 3    | Denis Giraudet   | 1     |
| 15   | N    | Mikko Markkula   | 1     |

Classifica costruttori WRC
| Pos. | Pos. | Squadra                     | Punti |
| ---- | ---- | --------------------------- | ----- |
| 1    |      | M-Sport World Rally Team    | 73    |
| 2    |      | Toyota Gazoo Racing WRC     | 53    |
| 3    |      | Hyundai Motorsport          | 40    |
| 4    |      | Citroën Total Abu Dhabi WRT | 26    |